# Механічна тканина

4:Луб. 5:Склеренхіма

Механі́чна ткани́на — вид тканини в рослинному організмі, волокна з живих і мертвих клітин з сильно потовщеною клітинною стінкою, що надають механічну міцність організму. Виникає з верхівкової меристеми, а також в результаті діяльності прокамбію і камбію.
Ступінь розвитку механічних тканин багато в чому залежить від умов існування: вони майже відсутні у рослин вологих лісів, у багатьох прибережних рослин, але зате добре розвинені у більшості рослин посушливих місць існування.
Механічні тканини присутні у всіх органах рослини, але найбільш вони розвинені по периферії стебла і в центральній частині кореня.
Виділяють такі типи механічних тканин:
- коленхіма — еластична опорна тканина первинної кори молодих стебел дводольних рослин, а також листя. Складається з живих клітин з нерівномірно потовщеними не здерев'янілими первинними оболонками, витягнуті уздовж осі органу;
- склеренхіма — (луб'яні волокна) міцна тканина з відмерлих клітин із здерев'янілими і рівномірно потовщеними оболонками, забезпечує міцність органів і всього тіла рослин.
- склереїди — (кам'янисті клітини) мертві склеренхімні клітини з товстими здерев'янілими оболонками. Зустрічаються групами в кірці хвойних та деяких листяних порід, у твердих оболонках насіння і плодів.